# Бартошув
Бартошув (пол. Bartoszów) — село в Польщі, у гміні Легницьке Поле Легницького повіту Нижньосілезького воєводства.
Населення — 277 осіб (2011).
У 1975-1998 роках село належало до Легницького воєводства.

## Демографія
Демографічна структура станом на 31 березня 2011 року:
|          | Загалом | Допрацездатний вік | Працездатний вік | Постпрацездатний вік |
| -------- | ------- | ------------------ | ---------------- | -------------------- |
| Чоловіки | 139     | 31                 | 96               | 12                   |
| Жінки    | 138     | 19                 | 79               | 40                   |
| Разом    | 277     | 50                 | 175              | 52                   |